# Nabu-szarru-usur (gubernator Marqas)
Nabu-szarru-usur (akad.  Nabû-šarru-uṣur, tłum. „O Nabu, strzeż króla!”) – wysoki dostojnik za rządów asyryjskiego króla Sennacheryba (704-681 p.n.e.), gubernator prowincji Marqas, powstałej z ziem podbitego przez Asyryjczyków nowohetyckiego królestwa Gurgum; według Asyryjskiej kroniki eponimów w 682 r. p.n.e. sprawował urząd limmu (eponima). Wzmiankowany w tekstach z Niniwy, pochodzących z archiwum niejakiego Bahianu. Niektórzy uczeni na podstawie podobieństwa imion próbują identyfikować go z biblijnym Sareserem (sr'ṣr), jednym z dwóch synów, którzy zamordować mieli Sennacheryba (2 Krl 19:37; Iz 37:38). Jak dotychczas nie ma dowodów na to, że człowiek ten był synem asyryjskiego króla, ale możliwości takiej nie można wykluczyć